# Jackie (film 2016)
Jackie – amerykański film biograficzny z 2016 roku w reżyserii Pabla Larraína, zrealizowany w międzynarodowej koprodukcji. Autorem scenariusza był Noah Oppenheim. Przedstawia życie Jackie Kennedy bezpośrednio po zamachu na jej męża w 1963 roku. W filmie oprócz Natalie Portman, która wciela się w główną bohaterkę, wystąpili Peter Sarsgaard, Greta Gerwig, Billy Crudup oraz John Hurt, dla którego był to ostatni film w którym wystąpił przed śmiercią w styczniu 2017 roku.
Zdjęcia kręcono w Baltimore i Waszyngtonie, a także we Francji (departament Hauts-de-Seine).

## Obsada
- Natalie Portman – Jackie Kennedy
- Peter Sarsgaard – Bobby Kennedy
- Greta Gerwig – Nancy Tuckerman
- Billy Crudup – dziennikarz
- John Hurt – ksiądz
- Richard E. Grant – Bill Walton
- Caspar Phillipson – John F. Kennedy
- Beth Grant – Lady Bird Johnson

## Nagrody i nominacje
Oscary
- nominacja w kategorii najlepsza aktorka pierwszoplanowa dla Natalie Portman
- nominacja w kategorii najlepsza muzyka
- nominacja w kategorii najlepsze kostiumy

BAFTA
- BAFTA za najlepsze kostiumy
- nominacja w kategorii najlepsza muzyka
- nominacja w kategorii najlepsza aktorka pierwszoplanowa dla Natalie Portman

Złote Globy
- nominacja w kategorii najlepsza aktorka w dramacie dla Natalie Portman

Satelity
- Satelita dla najlepszych kostiumów
- nominacja w kategorii najlepszy film
- nominacja w kategorii najlepsza aktorka filmowa
- nominacja w kategorii najlepszy reżyser
- nominacja w kategorii najlepsza scenografia